# Central Hidráulica de Puebla de Segur
La Central Hidráulica de Puebla de Segur es una central hidroeléctrica de agua fluyente, que utiliza parte del caudal del río Flamisell para generar energía eléctrica. Situada en la localidad de Puebla de Segur, en la comarca del Pallars Jussà, fue la primera construida por la Sociedad Productora de Fuerzas Motrices.
Se puso en marcha en dos fases; la primera en 1920 (Pobla I) y la segunda en 1923 (Pobla II). Al no disponer de embalse para almacenar agua, no puede regular su flujo.

## Antecedentes
Emilio Riu, importante industrialista ilerdense, recibió una concesión personal para la explotación hidroeléctrica del agua del río Flamisell entre Senterada y Puebla de Segur. En agosto de 1916, llegó a un acuerdo con Energía Eléctrica de Cataluña (de la que era socio fundador) para explotar la cuenca inferior del río Flamisell. Con este objetivo se constituyó, el 5 de abril de 1917, la Sociedad Productora de Fuerzas Motrices.

## Construcción
La construcción de la central fue difícil, principalmente porque la estación de tren más cercana se encontraba a 100 kilómetros de distancia, de forma que el último tramo del transporte de todas las personas, materias primas y piezas grandes y pequeñas tuvo que hacerse por carretera. El transporte del cemento y de la pequeña maquinaria se hizo en carro, llegando a ser necesarios hasta 30 caballos por vehículo. Para transportar los componentes más pesados, de hasta 6 toneladas se utilizaron camiones, y para las piezas, de hasta 20 toneladas, se utilizaron vehículos articulados tipo tren Renard.
Para todos los vehículos y su carga, el punto de partida era Tàrrega, que disponía de una estación de tren de la línea Barcelona-Madrid. El itinerario, operado por La Pallaresa, era Tàrrega, Agramunt, Artesa de Segre, puerto de Comiols (a 1.100 metros de altitud), San Salvador de Toló, Tremp, y finalmente, Pobla. Para el personal, se publicaron anuncios en la prensa de Barcelona buscando peones, barrenadores, mineros de túnel y albañiles, ofreciendo jornadas de 10 horas diarias con la posibilidad de trabajar todos los días.
El presupuesto de construcción fue de 15 millones de pesetas (61,528 millones de euros en 2019), para  una potencia instalada de 17 MW y una producción anual de 60 GW. El tiempo transcurrido entre el inicio de la construcción y la puesta en marcha de los dos primeros grupos fue de 23 meses.

## Componentes de la central
A pesar de haber hecho la puesta en servicio en dos fases, la cuenca de captación de aguas es la misma, así como la canalización hasta la cámara de carga, ubicada en la colina de Vileres.

### Cuenca de captación y canalización

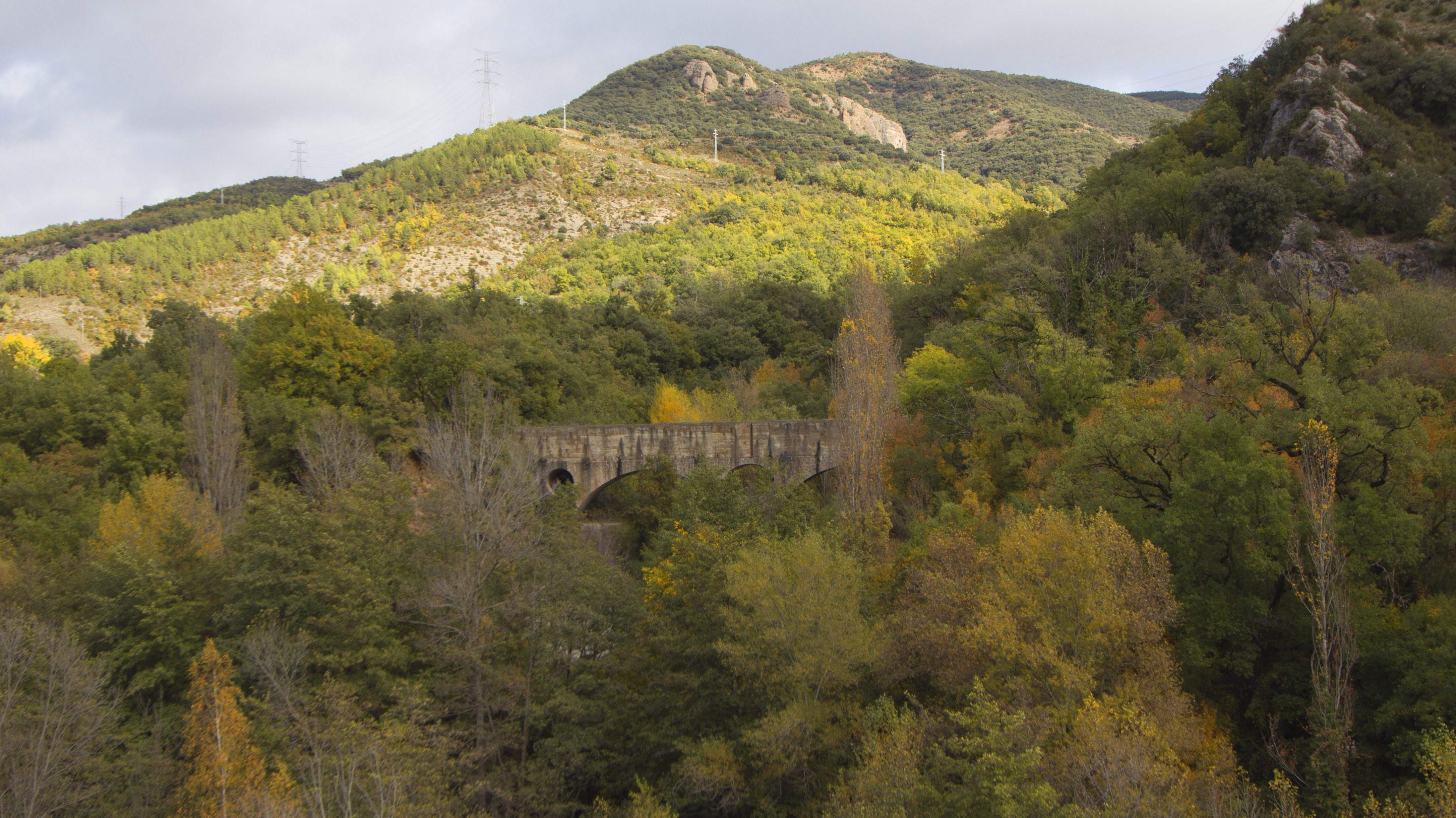
El Puente del Canal, que lleva el agua de la presa de Senterada hasta la cámara de aguas en Vileres

La captación del agua para la central se lleva a cabo en el río Flamisell, en la presa de Senterada (a 711 m), donde se desvía hacia un depósito que por decantación alimenta la canalización soterrada de 8.660 metros que llega a la cámara de carga (a 697 m). En su recorrido se excavaron doce túneles, el más largo de los cuales tiene 300 metros. El canal está cubierto en aquellas partes que va en trinchera, y el paso sobre los barrancos se realiza mediante acueductos. El más importante de ellos es el puente de Reguard, con una longitud de 60 metros y conocido como Puente del Canal.
El canal desagüa en un depósito, la cámara de carga, el cual tiene una longitud de 100 metros, y una capacidad de 6.000 metros cúbicos. Está ubicado en el paraje de Vileres, sobre la central. Dispone de un aliviadero que en caso de necesidad de desagüe en el contiguo barranco de Vallcarga. De esta manera, en caso de producirse un cierre repentino del distribuidor, el agua que entra en el depósito se vierte por el aliviadero, evitando aumentar la magnitud de la presión en la tubería forzada
A raíz de la cámara de carga se origina el salto de agua. Cada tubería está equipada con una chimenea de aire; su función es evitar el vacío barométrico que se produciría si la válvula situada justo antes se cerrara de forma brusca, y que podría provocar el aplastamiento de la tubería. La chimenea de aire también permite que el aire se evacue de forma apropiada cuando la tubería forzada se llena de agua.

### Salto

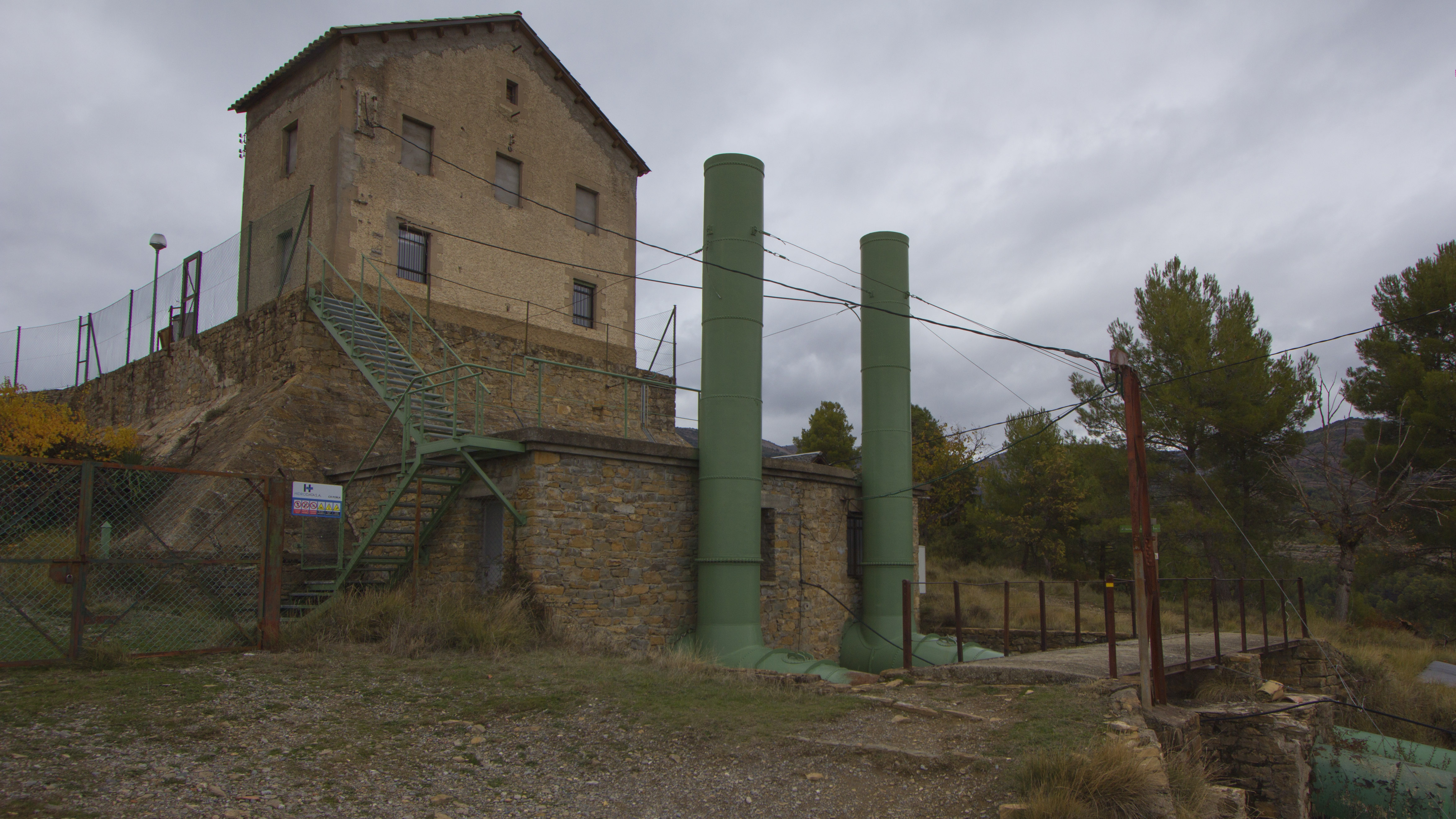
Cámara de carga en Vileres, chimeneas de aire e inicio de las dos tuberías forzadas del Salto de la Pobla

El salto de agua está formado por dos tuberías, unidas por la parte inferior junto al edificio de la central formando un bucle. La longitud de cada una es de 680 metros, el diámetro medio de 1,45 metros y los espesores de la chapa de acero oscilan entre los 5 milímetros los más cercanos a la cámara de carga y los 26 milímetros los más cercanos a la central. La primera tubería fue puesta en funcionamiento en 1920 y fue construida por Talleres Zorroza, de la Sociedad Española de Construcciones Mecánicas; la segunda, terminada en 1923, fue construida por Talleres de Miravalles, empresa de Vizcaya.

### Generación
El edificio de control aloja las turbinas, los alternadores y los elementos de regulación y control de Puebla I y Puebla II. La sala de máquinas se equipó con un puente grúa eléctrico de 20 toneladas, fabricado por Enrique Peter, de Barcelona.
El agua que desciende por la primera tubería forzada permite generar energía eléctrica a través de dos grupos generadores idénticos ubicados en la sala de máquinas de la central. En origen cada grupo tiene una turbina Francis de eje horizontal, originalmente con una potencia máxima de 8.000 HP trabajando a 500 revoluciones por minuto, construida por la empresa Escher Wyss &amp; Cie de Zúrich.
Los alternadores originales producían 6.250 kVA – 6.000 V, y fueron fabricados por la empresa Brown, Boveri & Cie de Suiza.
El agua de la segunda tubería está turbinada por tres grupos generadores idénticos. Inicialmente cada grupo disponía de una turbina Francis de eje horizontal, originalmente con una potencia máxima de 4.000 HP trabajando a 750 revoluciones por minuto, y también las tres fueron construidas por la empresa Escher Wyss &amp; Cie de Zúrich.
Las turbinas de la segunda tubería estaban servidas por dos alternadores. Cada uno producía 6.250 kVA – 6.000 V, y también fueron fabricados por la empresa Brown, Boveri & Cie de Suiza.

## Transformación y transporte
Una conexión soterrada conectaba la central de Puebla con la estación de transformadores más cercana, propiedad de Energía Eléctrica de Cataluña.

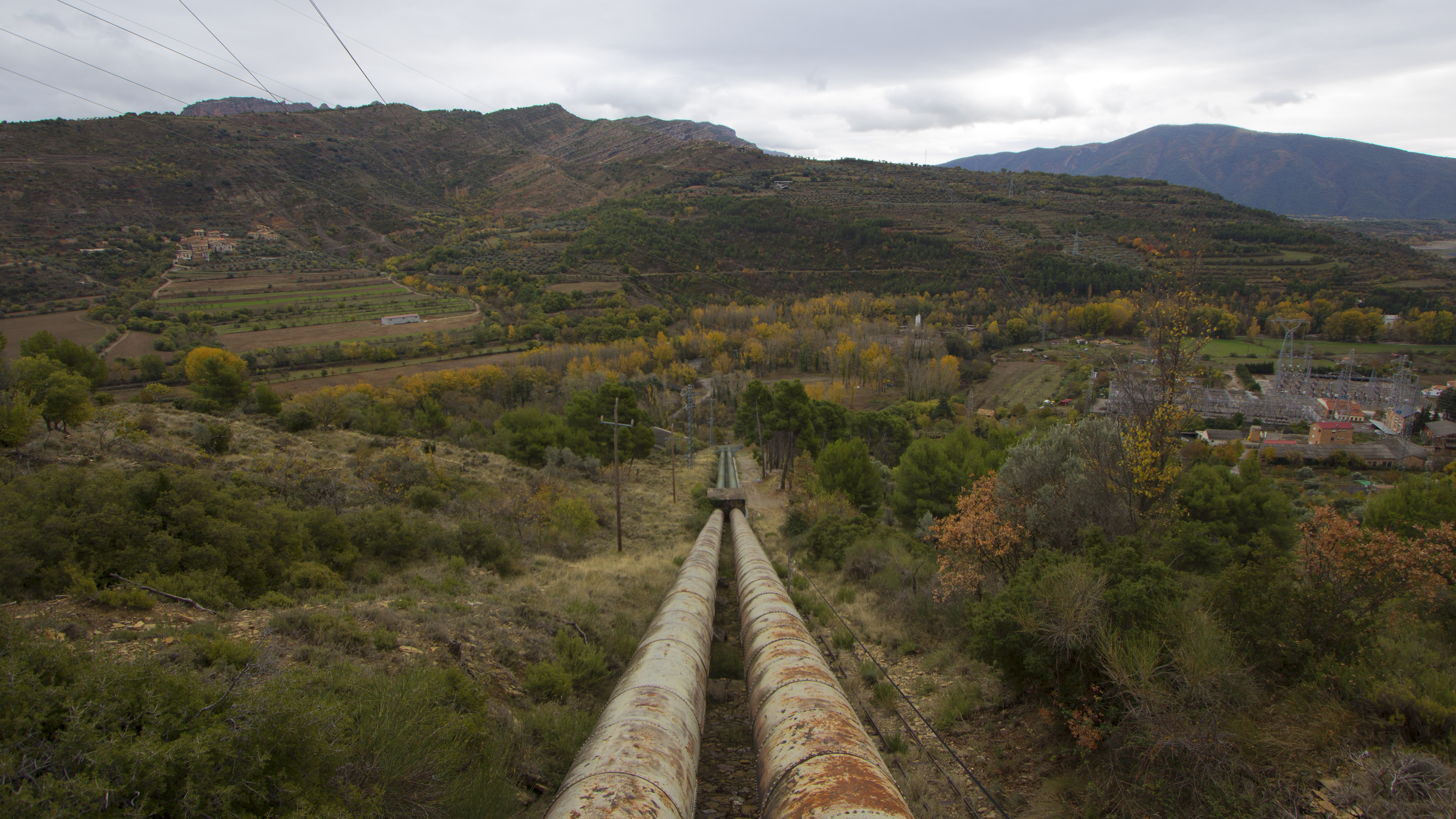
Tuberías forzadas bajando desde Vileres hasta la central de la Pobla de Segur

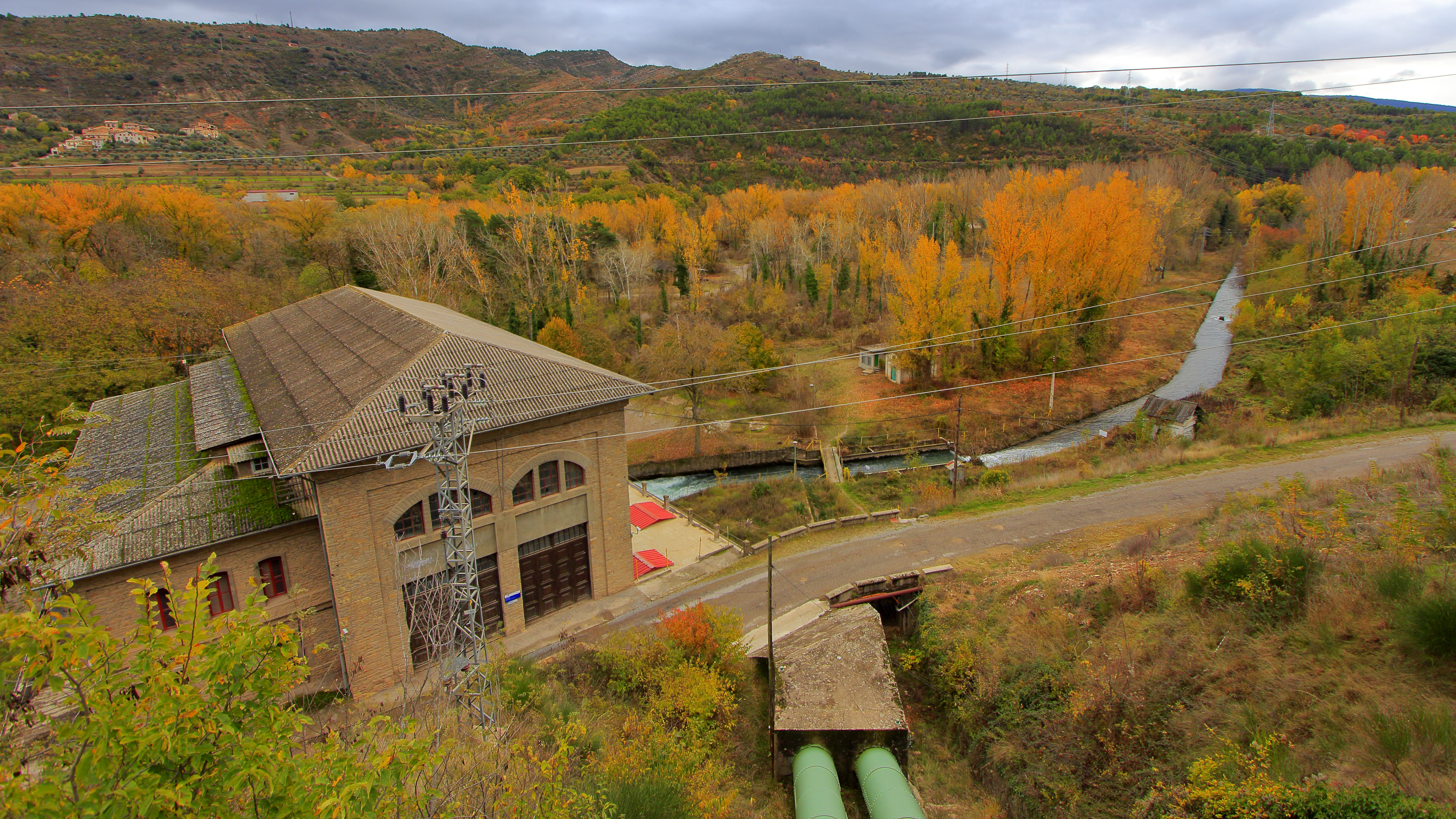
Vista general Central de Puebla; tuberías forzadas, edificio y canal de evacuación

|                               | Central Puebla I                                    | Central Puebla II '                                 |
| Inauguración                  | 1920                                                | 1923                                                |
| Construida por                | Productora de Fuerzas Motrices                      | Productora de Fuerzas Motrices                      |
| Operada por                   | Hidrodata                                           | Hidrodata                                           |
| Salto                         |                                                     |                                                     |
| Altitud                       | 697 m                                               | 697 m                                               |
| Desnivel                      | 192 m                                               | 192 m                                               |
| Tuberías                      | 1                                                   | 1                                                   |
| Longitud tubería forzada      | 680 metros                                          | 680 metros                                          |
| Diámetro medio tubería        | 1,45 metros                                         | 1,45 metros                                         |
| Caudal nominal                | 6 metros cúbicos/segundo                            | 6 metros cúbicos/segundo                            |
| Sala de máquinas              |                                                     |                                                     |
| Altitud                       | 513,34 metros                                       | 513,34 metros                                       |
| Grupos                        | 2                                                   | 3                                                   |
| Turbinas por grupo            | 2 turbinas Francis de eje horizontal de 8.000 HP cu | 3 turbinas Francis de eje horizontal de 4.000 HP cu |
| Potencia instalada por grupo  | 7,57 MW                                             | 5,67 MW                                             |
| Potencia instalada total      | 13,24 MW                                            | 13,24 MW                                            |
| Producción media total anual. | 25 GWh                                              | 25 GWh                                              |

## Medida de eficiencia

### Datos actuales

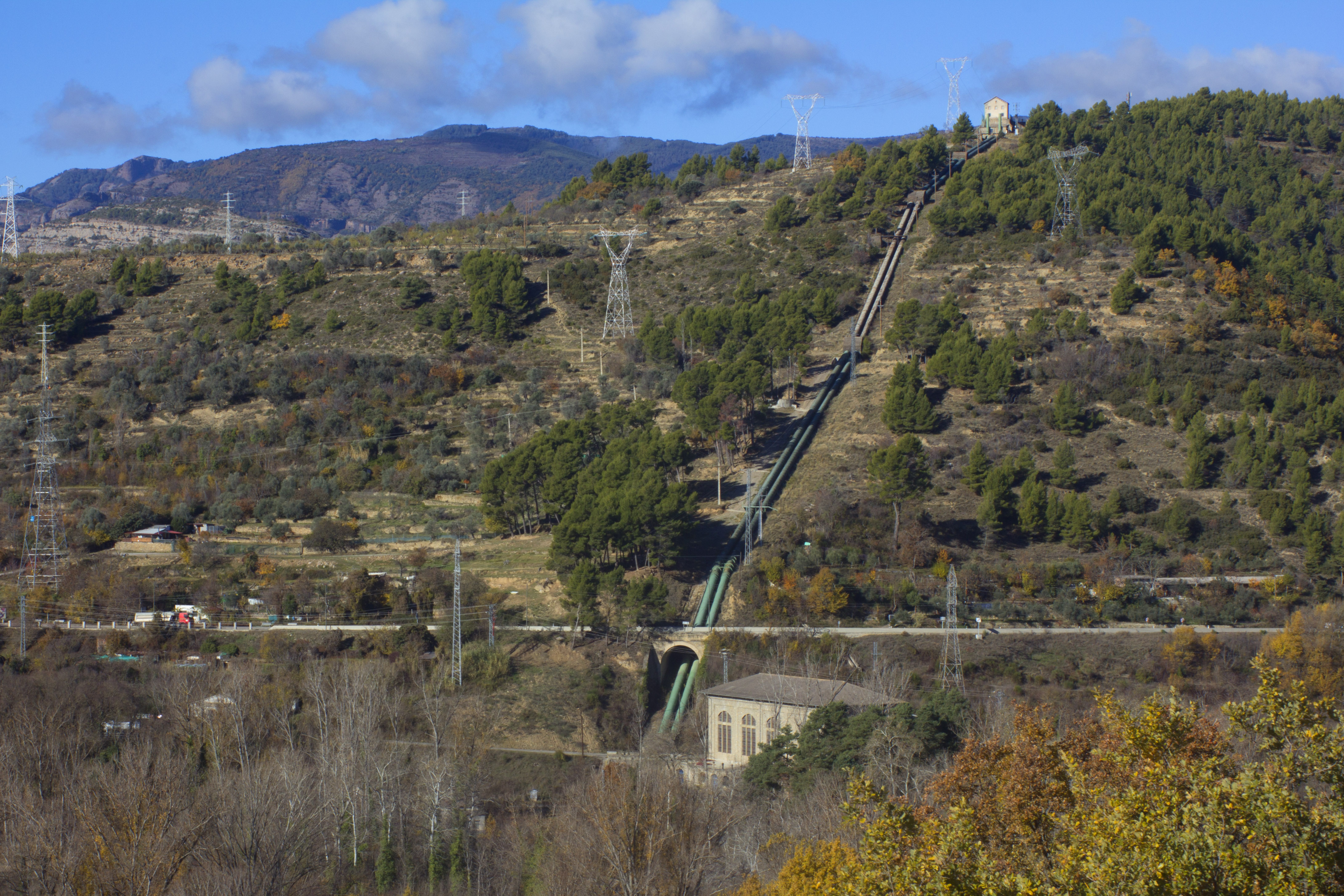
Vista general: Cámara de agua, chimeneas de aire, tuberías forzadas y edificio principal

A partir de los datos de características técnicas y producción de cada una de las centrales, pueden obtenerse indicadores de su eficiencia.
| Potencia media anual | 2,85 MW |
| Factor de planta     | 0,2155  |

El factor de planta proporciona un indicador de eficiencia en la producción de energía. La tendencia en el diseño de las centrales hidroeléctricas es que operen como plantas por picos o puntas, entrando en operación durante las horas de mayor demanda de energía en el sistema eléctrico. Para ello es necesaria una gran capacidad instalada, dado que durante estas horas el sistema eléctrico necesita esta potencia. Otro factor que afecta mucho a este indicador es la disponibilidad de agua, o su estacionalidad. El factor de planta en este tipo de centrales tiende a estar en una horquilla de valores de 0,25 a 0,17. En una central nuclear, el factor de planta puede variar entre el 0,51 (Vandellós II en 2005) y el 0,98 (Vandellòs II en 2005). Las grandes variaciones en una central nuclear pueden estar originadas por paros de mantenimiento o recarga.

### Datos del proyecto original
La potencia instalada prevista era de 17MW y la producción prevista anual era de 60 GWh. Estos datos dan un factor de planta de 0.4029, el doble del factor real. La central de La Pobla ha sido mucho menos eficiente de lo previsto.

## Daños de guerra

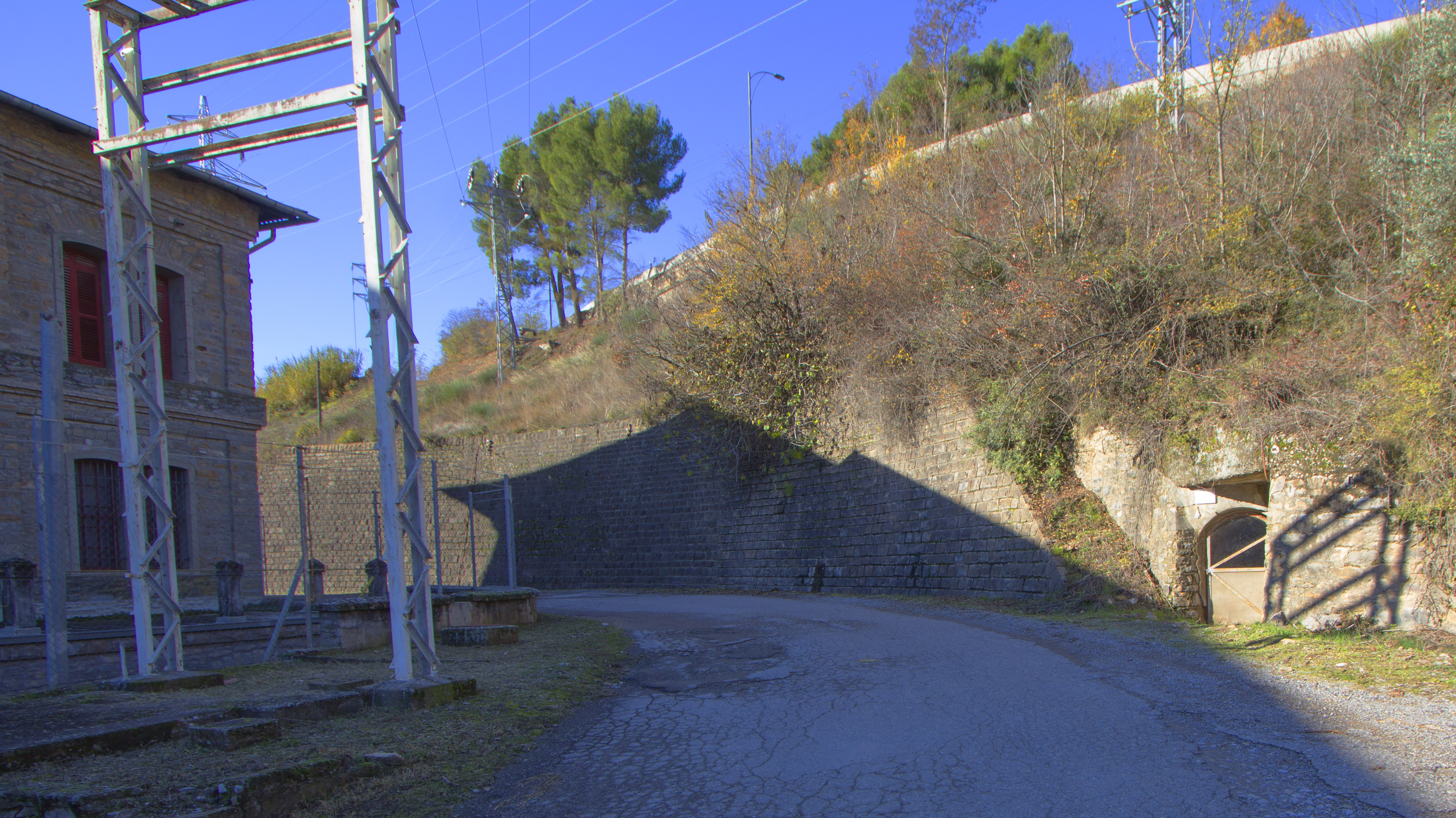
A la derecha, entrada al refugio antiaéreo situado debajo de la actual carretera N-260. A la izquierda, edificio principal de la central

Durante la guerra civil las centrales hidroeléctricas ubicadas en los Pirineos fueron consideradas como objetivos militares prioritarios a ser destruidos por el ejército rebelde español. Con su inutilización quería impedirse el suministro eléctrico a la industria catalana para dificultar la fabricación de armamento. El 17 de febrero de 1937 la aviación de la Legión Cóndor bombardeó la central, siendo la primera vez que lo hacía contra una central catalana. Los proyectiles afectaron a las tuberías forzadas, y como resultado la central permaneció tres meses averiada. Afortunadamente para los intereses republicanos, las bombas no golpearon la estructura al aire libre donde se encontraban los transformadores y los sistemas de conexión de las líneas que iban a Barcelona.
La Pobla de Segur fue el primer pueblo bombardeado por aviones en Cataluña, y el primero que construyó refugios antiaéreos para la protección de la población civil; se construyeron cinco, y uno de ellos se edificó justo al lado de la central hidroeléctrica.
El 7 de abril de 1938 las tropas franquistas ocuparon Puebla, dentro del frente del Pallars y el Vall d'Aran.